# Ischiopsopha jamesi
Ischiopsopha jamesi es una especie de escarabajo del género Ischiopsopha, familia Scarabaeidae. Fue descrita científicamente por Waterhouse en 1876.
Se distribuye por Papúa Nueva Guinea. Mide aproximadamente 30 milímetros de longitud.